# Japan Electronic Industries Development Association
Japan Electronic Industry Development Association (яп. 社団法人日本電子工業振興協会, Японська асоціація сприяння розвитку електроніки, JEIDA) — організація із дослідження, розробки, і стандартизації електроніки в Японії. Була об'єданана із EIAJ для утворення нової організації JEITA 1 листопада 2000.
JEIDA була подібною до організації SEMATECH у США або ECMA в Європі.
JEIDA розробила ряд стандартів, такі як Картка пам'яті JEIDA і формат графічних файлів Exif.